# Repentance
«Repentance» es la quinta canción del álbum del 2007 de Dream Theater, Systematic Chaos. Fue escrita por Mike Portnoy y forma parte de su Suite de los 12 pasos, acerca de los doce pasos del programa para alcohólicos anónimos.
La suite comenzó en el sexto álbum de la banda, Six Degrees of Inner Turbulence, aunque los fanes consideran que "The Mirror" del álbum Awake es un antecedente de la suite. "Repentance" incluye los pasos ocho y nueve (VIII. Arrepentimiento; IX . Restablecimiento). A diferencia de las tres canciones previas de la suite, "Repentance" tiene un aire distinto, más lento y suave.
El comienzo de la canción y el puente consisten en una melodía escuchada ya previamente en el movimiento IV de la suite (Reflections of Reality (Revisited)), de la canción "This Dying Soul" del álbum Train of Thought, aunque es trasladada de la escala original en Si Mayor a la de Do sostenido mayor, a pesar de que haya versos en Si mayor. Además, las primeras palabras de la canción "Hello, mirror / So glad to see you my friend / It's been a while" son las mismas con las que comienza “This Dying Soul”. Sin embargo, tal y como se ve en Chaos In Progress: el documental del “Making of” de Systematic Chaos, es Mike Portnoy quien lo canta, en lugar de James LaBrie. No obstante, la voz ha sido procesada, haciendo que suene como si se oyese a través de un teléfono.
De acuerdo con Chaos in Progress, el título de trabajo de la canción era "Canción #7" u “Ojo de pez”. 

## Movimientos
- VIII. Regret
- IX. Restitution

### Partes recitadas
La sección intermedia de la canción incluye una serie de disculpas narradas por los siguientes personajes:
- Corey Taylor - “Hasta ese momento, nunca había sentido que hubiese fallado en nada… y sentí que le había fallado a ella… y me había fallado a mí mismo, le había fallado a mis hijos… Aún es realmente difícil lidiar con ello.” ["Until that moment, I'd never felt like I'd failed at anything...And I felt like I failed her...And I failed myself, and I failed my children...It's still really hard to deal with."]
- Steve Vai -  “Quiero darte las gracias por ayudarme a ver mi propio egoismo y contarte lo arrepentido que estoy por haberte hecho daño” ["I want to thank you for helping me to see my own selfishness and to tell you how regretful I am it has hurt you."]
- Chris Jericho -  “Siento no haberte visitado en el hospital, abuelito, cuando estabas en tu lecho de muerte. Siento no haber acudido a tu funeral… no sé si era un egoísta o simplemente estaba demasiado asustado para encararlo. Es uno de los mayores arrepentimientos de mi vida…” ["I'm sorry I didn't visit you in the hospital, Grandpa when you were on your deathbed. I'm sorry I didn't come to your funeral...I don't know if I was selfish or just too scared to face it. It's one of the biggest regrets of my life." ]
- David Ellefson -  “Estoy aquí para confesarte que lo que hice estuvo mal… y estoy pidiendo tu perdón…” ["I'm here to confess with you that what I did, was wrong... And I'm asking for your forgiveness..."]
- Steve Hogarth -  “La única cosa imperdonable se arrastra fuera de la cama, mira por encima de mi hombro al maldito tiempo ingles…” ["The only unforgivable thing hauls itself out of bed, looks over my shoulder at the bloody English weather..."]
- Joe Satriani -  “Me arrepiento de veras de no haber sido capaz de ir a ver a mi amigo Andy…” ["I really regret not being able to see my friend Andy..."]
- Mikael Åkerfeldt - “Uno de mis mejores amigos, que es el padrino de mi hija, me pidió que tocase o cantase algo en su boda, y rehusé porque estaba ocupado y, supongo, demasiado cagado para hacerlo… y lo siento, porque era un amigo muy muy íntimo…” ["One of my best friends who's the godfather of my daughter, he asked me to sing or play something at his wedding, and I turned it down because I was busy and, I guess, too much of a chickenshit to do it...And I feel sorry for that, because it was a very very close friend of mine..."]
- Steven Wilson -  “Así que querría disculparme con todo aquel a quien haya entristecido u ofendido… por mis palabras; es sólo una opinión, pero desafortunadamente, tiendo a expresarlo como un hecho, y ese es un modo de ser arrogante, ¿no?” ["So, I wanted to apologize to anyone that I've upset or offended.. by my words; it's just an opinion, but unfortunately, I tend to express it as a fact, and that's kind of arrogant. Isn't it?"]
- Jon Anderson - “Creo que es la traición… lo que aún me persigue” ["I think it's the betrayal...it still haunts me."]
- Neal Morse -  “Siento lo que hice entonces… era una persona diferente. Realmente lo era, y lo siento mucho. Desearía que no hubiese ocurrido, pero sucedió y lo siento. Perdóname. Lo siento…” ["I'm sorry for what I did back then... I was a different person. I really was and I'm so sorry. I wish it wouldn't have happened, but it did, and I'm sorry. Forgive me. I'm sorry..."]
- Daniel Gildenlöw - “Supongo que simplemente siento ser yo y no tú. A menudo he deseado que estuvieses aquí junto a mí para mostrarme el camino…” ["I guess I'm simply sorry for being me and not you. I so often wish you could be here with me to show me the way..." ]

El final de la canción contiene un pasaje narrado que es conocido como las doce promesas, y aparece en las páginas 83-84 del libro de los alcohólicos anónimos. Estas son como sigue:

1. Si somos concienzudos con esta fase de nuestro desarrollo, nos asombraremos antes de llegar a medio camino. [If we are painstaking about this phase of our development, we will be amazed before we are half way through.]

2. Vamos a conocer una nueva libertad y felicidad. [We are going to know a new freedom and a new happiness.]

3. No lamentaremos el pasado ni desearemos darle un portazo. [We will not regret the past nor wish to shut the door on it.]

4. Comprenderemos la palabra serenidad y conoceremos la paz. [We will comprehend the word serenity and we will know peace.]

5. No importa cuán bajo hayamos caído, veremos cómo nuestra experiencia puede beneficiar a otros. [No matter how far down the scale we have gone, we will see how our experience can benefit others.]

6. Los sentimientos de inutilidad y autocompasión desaparecerán. [That feeling of uselessness and self-pity will disappear.]

7. Perderemos interés en asuntos egoístas y pondremos interés en nuestros compañeros. [We will lose interest in selfish things and gain interest in our fellows.]

8. La egolatría desaparecerá. [Self seeking will slip away.]

9. Todas nuestras actitudes y miradas hacia la vida cambiarán. [Our whole attitude and outlook upon life will change.]

10. El miedo a la gente y a la inseguridad económica nos abandonará. [Fear of people and of economic insecurity will leave us.]

11. Sabremos intuitivamente cómo manejar situaciones que solían desconcertarnos. [We will intuitively know how to handle situations which used to baffle us.]

12. De repente nos daremos cuenta de que Dios está haciendo por nosotros lo que no podríamos hacer por nosotros mismos. [We will suddenly realise that God is doing for us what we could not do for ourselves.]
 

¿Son estas promesas extravagantes? Pensamos que no. Las estamos cumpliendo. A veces rápido y otras despacio. Siempre se materializarán si trabajamos por ellas [Are these extravagant promises? We think not. They are being fulfilled amongst us - sometimes quickly, sometimes slowly. They will always materialise if we work for them.].

Justo al final de la canción, también aparecen dos diálogos finales recitados, y son como sigue:

- David Ellefson - “Sólo estás tan enfermo como lo están tus secretos, pero la verdad te liberará... ” ["You're only as sick as your secrets, but the truth shall set you free..."]

- Corey Taylor - “La verdad es la verdad, así que todo lo que puedes hacer es vivir con ella” ["The truth is the truth, so all you can do is live with it."]

## Enlaces
Repentance en YouTube

### Banda
- James LaBrie - voz
- John Myung - bajo
- John Petrucci - guitarra
- Mike Portnoy - Batería, coros
- Jordan Rudess - Teclados

- Datos: Q3427221